# Eichenberger Weiher
Der Eichenberger Weiher, auch Steinberger Weiher genannt, ist ein Weiher nahe dem namengebenden Ort Eichenberg, einem Gemeindeteil der Gemeinde Haundorf im mittelfränkischen Landkreis Weißenburg-Gunzenhausen. Da das Gewässer im Fränkischen Seenland nahe beim Altmühlsee liegt, wird es auch mehr und mehr als Badesee genutzt, obwohl das Baden dort untersagt ist.
Der etwa 16 Hektar große Weiher liegt am Rande einer Offenlandschaft auf einer Höhe von 427 m ü. NHN, etwas über anderthalb Kilometer südsüdwestlich von Eichenberg. Östlich liegt der Ort Brand, südöstlich Geislohe, südwestlich Laubenzedel und westlich Büchelberg. Dicht am südlichen und westlichen Ufer verläuft die Gemeindegrenze zu Gunzenhausen. Der Weiher wird vom Laubenzedeler Mühlbach durchflossen und von zwei weiteren Bachläufen gespeist, dem Altweihergraben und dem Brandergraben. Der Eichenberger Weiher ist der flächengrößte See in der Weiherkette des Laubenzedeler Mühlbachs, zu der neben einigen kleineren Stillgewässern der Speckweiher und der Branderweiher bachaufwärts im Norden und der auch als Schnackensee bezeichnete Schnackenweiher im Süden gehören. Außerhalb der Weiherkette liegt sehr nahe im Südwesten der kleine Kästleinsweiher, etwas ferner im Nordwesten werden Haundorfer Weiher und Schleißbühlweiher von einem anderen Bach entwässert.
Im Weiher leben Karpfen, Schleie, Grasfische, Hechte, Zander und Waller.